# David Tao
David Tao Zhe (陶喆S, Táo ZhéP; Hong Kong, 11 luglio 1969) è un cantante e compositore taiwanese, noto in particolare per aver creato un genere crossover tra l'R&B e l'hard rock che è poi diventato il suo marchio di fabbrica, oltre che per aver reso popolare l'R&B all'interno dell'industria mandopop.

## Biografia
Nato ad Hong Kong con il nome di Tao Xunzhong (caratteri cinesi: 陶緒忠; pinyin: Táo Xùzhōng), David Tao è figlio di Tao Dawei (David Tao Sr.), attore, cantante e compositore taiwanese, e Wang Furong, cantante dell'opera di Pechino.
Dopo aver passato parte della sua infanzia ad Hong Kong (una parte della sua vita che il cantante ha poi condiviso con il pubblico, durante il "Soul Power Tour" ad Hong Kong), fu costretto a fuggire a Taiwan con i genitori quando a suo padre fu negata la possibilità di sposare sua madre. Dalla scuola materna alla scuola media, quindi, frequentò il Bethany Campus della Morrison Academy di Taipei, finché il padre non decise di inseguire il suo sogno di lavorare per Walt Disney e fece perciò trasferire la famiglia in California, nella città di Arcadia. Il giovane David frequentò quindi la Arcadia High School durante gli anni della scuola superiore, mentre il padre riuscì a realizzare il proprio sogno di lavorare come animatore agli studi Disney di Burbank.
Dopo la permanenza in America, i genitori del giovane David tornarono a Taiwan, dove suo padre diede avvio alla propria carriera musicale e lo lasciò a studiare negli Stati Uniti. Studiando all'estero, ebbe l'opportunità di intraprendere diversi lavori per mantenersi, tra i quali, all'insaputa dei genitori, un periodo di servizio come poliziotto al Los Angeles Police Department. La sua permanenza negli USA si concluse quando si laureò in Psicologia alla Università della California, Los Angeles (UCLA).

## Carriera
Mentre lavorava come commesso, Tao ricevette una proposta di lavoro dal produttore discografico taiwanese Wang Zhiping, tornò quindi in patria per scrivere prima e produrre poi canzoni per diversi cantanti connazionali, prima di pubblicare nel 1997 il suo primo album autointitolato, David Tao. Da allora ha pubblicato altri quattro album, una registrazione di un concerto live ed una raccolta delle sue hit. Essendo altresì un prolifico compositore di testi e musica, Tao ha scritto canzoni per altri colleghi dell'industria musicale mandopop, tra i quali la cantante A-Mei ed il trio femminile S.H.E.

### David Tao(1997)
Nel 1997, con l'aiuto di Wang e di un altro produttore taiwanese di nome Jim Lee, Tao pubblicò il suo primo album autointitolato sotto un'etichetta discografica indipendente, la Shock Records, creata dalla cantante mandopop Jin Ruei-yao e da suo marito. L'album è stato un grande successo, segnando un record ai noni Golden Music Awards in quanto è stato il primo album in assoluto di un artista emergente ad ottenere cinque nomination ("Miglior Artista Emergente", "Miglior Cantante", "Miglior Produttore", "Miglior Canzone" e "Miglior Album"), delle quali tra l'altro ne ha vinte due.
Il primo singolo a catturare l'attenzione del pubblico è stato Airport 10.30, tuttavia sono stati gli arrangiamenti semplici e melodici di I Love You a diventare il marchio di fabbrica di Tao. Nell'album era anche presente una canzone a cappella, Spring Wind, una rivisitazione R&B di un vecchio classico shidaiqu di Taiwan.
Airport 10.30 è entrata in nomination agli MTV Awards del 1998, come "Miglior Video Cinese" insieme a Coco Lee, contro la quale però ha perso il premio.
Questo primo album di Tao è degno di nota soprattutto per l'eccellente produzione, che è nata e si è sviluppata interamente nella casa losangelina del cantante. La pubblicazione ha anche segnato una svolta nello stile musicale mandopop, introducendovi fortissime influenze dell'R&B occidentale.
Grazie a David Tao, il cantante ha ottenuto un enorme successo in tempi brevissimi, tanto che, incapace di far fronte all'improvvisa attenzione dei media, è tornato a Los Angeles poco dopo la pubblicazione.
Tra questo primo album e la seconda pubblicazione, il cantante è stato lontano dalla scena musicale mandopop, a parte la pubblicazione di un EP di remix mash-up. Ha inoltre scritto e prodotto, nel frattempo, singoli per altri artisti taiwanesi, inclusa la hit I'll Be With You per la boy band Tension.

### I'm OK(1999)
Nel 1999, due anni dopo il primo album, Tao è tornato sulle scene pubblicando I'm OK. Questa pubblicazione è stata un best seller, superando il record di 600 000 copie dell'album precedente. Il successo di pubblico, tuttavia, è stato maggiore di quello di critica, in quanto diversi critici hanno affermato che in I'm OK non ci fossero svolte significative rispetto al lavoro precedente.
Le hit più importanti sono:
- Le ballate rock Rain e Angeline
- Small Town Girl, dal sapore country
- Just a Friend, con influenze R&B
- Leave, dallo stile soul
- la ballata romantica Close to You
- Tuberose, un remake a cappella di una canzone tradizionale cinese.

In questo lavoro, Tao ha dato del suo meglio tentando di includere generi musicali diversi, tuttavia quello che la fa da padrone è indubbiamente il più classico rock.
Tao è stato nominato con questo album per sei premi ai Golden Melody Awards: "Miglior Album", "Miglior Produzione", "Miglior Cantante", "Miglior Video", "Miglior Canzone" e "Miglior Arrangiamento", tuttavia ha vinto solo l'award per la "Miglior Produzione". L'anno successivo, tuttavia, la canzone Rain è stata nominata ed ha vinto il premio come "Miglior Video Musicale Cinese" ai 2000 MTV Video Music Awards.

### Black Tangerine(2002)
Nel 2002, Tao ha pubblicato Black Tangerine. L'album trae per lo più ispirazione dagli attentati dell'11 settembre 2001. I singoli tratti dall'album sono stati:
- Black Tangerine, brano dalle influenze hard rock
- Moon Over My Heart, una vecchia hit cinese riadattata in versione R&B
- My Anata, brano influenzato dal rock giapponese
- Angel, una ballata romantica
- 22, una melodia orecchiabile che descrive le pene di una ragazza di fronte a un bivio decisionale
- Butterfly, una canzone successivamente sottovalutata, che parla della relazione del cantante con Dio e la spiritualità
- Katrina, una demo bonus scritta e cantata interamente in inglese
- Dear God, in memoria dell'attentato dell'11 settembre
- Melody, dedicata "alla donna più importante della sua vita".

Ciò che ha segnato la svolta di Black Tangerine è stata la forte critica sociale, che ha raggiunto il suo apice in un brano che consisteva di vari frammenti di notizie tratte da quotidiani taiwanesi reali, riguardanti tragedie familiari ed episodi pubblici non necessariamente collegati tra loro. Con questo album, Tao ha messo la società taiwanese in una luce tutt'altro che positiva.
Il brano Dear God esprime la tristezza del cantante di fronte alla visione della madre di una vittima dell'attentato alle torri gemelle, che fissa la foto del figlio con la speranza che egli torni in vita. La canzone esprime il punto di vista di Tao, secondo il quale nella società contemporanea il valore degli affetti si affievolisce sempre di più; le persone si curano in maggior misura del denaro e si nutrono delle tragedie comuni, piuttosto che coltivare i propri affetti e promuovere l'uguaglianza.

Melody, infine, è stata scritta per l'ex-fidanzata del cantante, che si chiamava realmente Melody. Tao e la ragazza avevano una relazione quando erano adolescenti, all'età di 16 anni, e questa canzone funge per lui da ricordo indelebile.
Black Tangerine ha vinto diversi premi in Asia, tuttavia è stato trascurato dalla più importante cerimonia di premiazione musicale di Taiwan, i Golden Melody Awards.
In seguito all'album, nel 2003 Tao ha tenuto un tour di concerti dallo stile semplice ad Hong Kong, Taiwan, Malaysia e Singapore, che ha ottenuto ampio successo di pubblico.

### The Great Leap(2005)
Nel 2005, il cantante ha pubblicato il suo quarto album, The Great Leap, il quale ha avuto quattro nomination ai Diciassettesimi Golden Melody Awards, delle quali ha vinto quella per il "Miglior Album".
I singoli principali dell'album sono:
- Ghost (鬼), primo singolo dell'album, è un mix eclettico di disco synth anni '80 e nu metal alla Linkin Park. Il testo, che funge da continuum con la critica sociale del precedente album, descrive l'ansia provata da una persona di fronte ad una società condotta dai mass-media.
- Susan Said (Susan 說) combina gli arrangiamenti musicali e lo stile cantato unico dell'opera di Pechino allo stile R&B tipico di Tao.
- Love Can (就是愛你) è una ballata romantica che rimanda al suo primo vero singolo di successo, I Love You, risalente al primo album.
- Who Do You Love (愛我還是他), il primo singolo ballad dell'album, ha avuto un grande richiamo commerciale.
- Art of War (孫子兵法), nominata come "Miglior Arrangiamento" ai diciassettesimi Golden Melody Awards nel 2006. Questo brano fonde elementi della musica metal occidentale e strumenti tradizionali cinesi, con un testo condito di critica sociale. La canzone è cantata dalla "12 Girls Band" (女子十二樂坊) ed arrangiata da Tao e Goh Kheng Long.

### Beautiful(2006)
Il 4 agosto 2006 è stato pubblicato un quinto album studio di Tao, Beautiful, il quale ha avuto grande successo di critica e pubblico. L'album ha procurato al cantante tre nomination ai Golden Melody Awards come "Miglior Canzone", "Miglior Compositore e "Miglior Cantante", delle quali tuttavia ha vinto solo quella per la "Miglior Canzone", con Marry Me Today. Tra i singoli più popolari tratti da Beautiful, troviamo la canzone che dà il nome all'album, una vecchia canzone tradizionale riarrangiata da Tao con il titolo di Can't Get You Outta My Mind, ed un famoso duetto con Jolin Tsai intitolato Marry Me Today.

### Opus 69(2009)
L'ultima opera di Tao è stata pubblicata il 21 agosto 2009 ed ha segnato il ritorno del cantautore sulle scene musicali, in un mix di R&B, rock e ballate soft.

## Discografia
| # | Titolo inglese  | Titolo cinese | Data di pubblicazione | Etichetta        |
| - | --------------- | ------------- | --------------------- | ---------------- |
| 1 | David Tao       | 陶喆 同名專輯 | 6 dicembre 1997       | Shok Records     |
| 2 | I'm OK          |               | 10 dicembre 1999      | Shok Records     |
| 3 | Black Tangerine | 黑色柳丁      | 9 agosto 2002         | Shok Records     |
| 4 | The Great Leap  | 太平盛世      | 21 gennaio 2005       | EMI Music Taiwan |
| 5 | Beautiful       | 太美麗        | 4 agosto 2006         | EMI Music Taiwan |
| 6 | Opus 69         | 69樂章        | 21 agosto 2009        | Gold Typhoon     |

| # | Titolo inglese       | Titolo cinese | Data di pubblicazione | Etichetta        |
| - | -------------------- | ------------- | --------------------- | ---------------- |
| 1 | Ultrasound 1997-2003 | 樂之路        | 8 agosto 2003         | EMI Music Taiwan |

| # | Titolo inglese | Titolo cinese   | Data di pubblicazione | Etichetta    |
| - | -------------- | --------------- | --------------------- | ------------ |
| 1 | Adoration      | 暗戀 LIVE特別版 | 15 settembre 2009     | Gold Typhoon |

| # | Titolo inglese                 | Titolo cinese                                    | Data di pubblicazione | Etichetta    |
| - | ------------------------------ | ------------------------------------------------ | --------------------- | ------------ |
| 1 | Ultrasound (il documentario)   | 十一號產房                                       | 11 luglio 2003        | Shok Records |
| 2 | Soul Power Live                | 陶喆現場原音專輯                                 | 20 dicembre 2003      | Shok Records |
| 3 | Soul Power Live @ Hong Kong    | 陶喆香港演唱會實況                               | 17 febbraio 2004      | Shok Records |
| 4 | David Tao Live 2009 (Shanghai) | 1.2.3我們都是木頭人 陶喆 世界巡迴演唱會 (上海站) | 27 marzo 2009         | Gold Typhoon |

## Premi e riconoscimenti
| Anno | Numero | Premio                             | Nomination                                                     | Risultato       | Ref         |
| ---- | ------ | ---------------------------------- | -------------------------------------------------------------- | --------------- | ----------- |
| 1998 | 9      | Miglior Album Mandarino            | David Tao                                                      | Candidato/a     | [ 1 ] [ 2 ] |
| 1998 | 9      | Miglior Compositore                | 沙灘 (Blue Moon)                                               | Candidato/a     | [ 1 ] [ 2 ] |
| 1998 | 9      | Miglior Produzione di Album        | David Tao                                                      | Vincitore/trice | [ 1 ] [ 2 ] |
| 1998 | 9      | Miglior Artista Maschile Mandarino | David Tao                                                      | Candidato/a     | [ 1 ] [ 2 ] |
| 1998 | 9      | Miglior Artista Emergente          | David Tao                                                      | Vincitore/trice | [ 1 ] [ 2 ] |
| 2000 | 11     | Miglior Album Mandrino             | I'm OK                                                         | Candidato/a     | [ 3 ] [ 4 ] |
| 2000 | 11     | Miglior Video Musicale             | 找自己 (Rain)                                                  | Candidato/a     | [ 3 ] [ 4 ] |
| 2000 | 11     | Miglior Compositore                | 找自己 (Rain)                                                  | Candidato/a     | [ 3 ] [ 4 ] |
| 2000 | 11     | Miglior Arrangiamento              | 找自己 (Rain)                                                  | Candidato/a     | [ 3 ] [ 4 ] |
| 2000 | 11     | Miglior Produzione di Album        | I'm OK                                                         | Vincitore/trice | [ 3 ] [ 4 ] |
| 2000 | 11     | Miglior Artista Maschile Mandarino | David Tao                                                      | Candidato/a     | [ 3 ] [ 4 ] |
| 2006 | 17     | Miglior Album Mandarino            | The Great Leap                                                 | Vincitore/trice | [ 5 ]       |
| 2007 | 18     | Miglior Canzone dell'Anno          | 今天妳要嫁給我 (Marry Me Today) feat. Jolin Tsai, da Beautiful | Vincitore/trice | [ 6 ] [ 7 ] |
| 2007 | 18     | Miglior Compositore                | David Tao per 今天妳要嫁給我 (Marry Me Today), da Beautiful    | Candidato/a     | [ 6 ] [ 7 ] |
| 2007 | 18     | Miglior Artista Maschile Mandarino | David Tao per Beautiful                                        | Candidato/a     | [ 6 ] [ 7 ] |
| 2010 | 21     | Miglior Artista Maschile Mandarino | David Tao                                                      | Vincitore/trice | [ 8 ]       |

| Anno | Categoria                      | Nomination                      | Risultato       | Ref   |
| ---- | ------------------------------ | ------------------------------- | --------------- | ----- |
| 2007 | Miglior Produzione             | David Tao                       | Vincitore/trice | [ 9 ] |
| 2007 | Miglior Compositore            | 似曾相識 (Finally)              | Vincitore/trice | [ 9 ] |
| 2007 | Artista più Amato dal Pubblico | 今天妳要嫁給我 (Marry Me Today) | Vincitore/trice | [ 9 ] |
| 2007 | Canzoni Top 10 dell'Anno       | 今天妳要嫁給我 (Marry Me Today) | Vincitore/trice | [ 9 ] |